# Il Cantilena

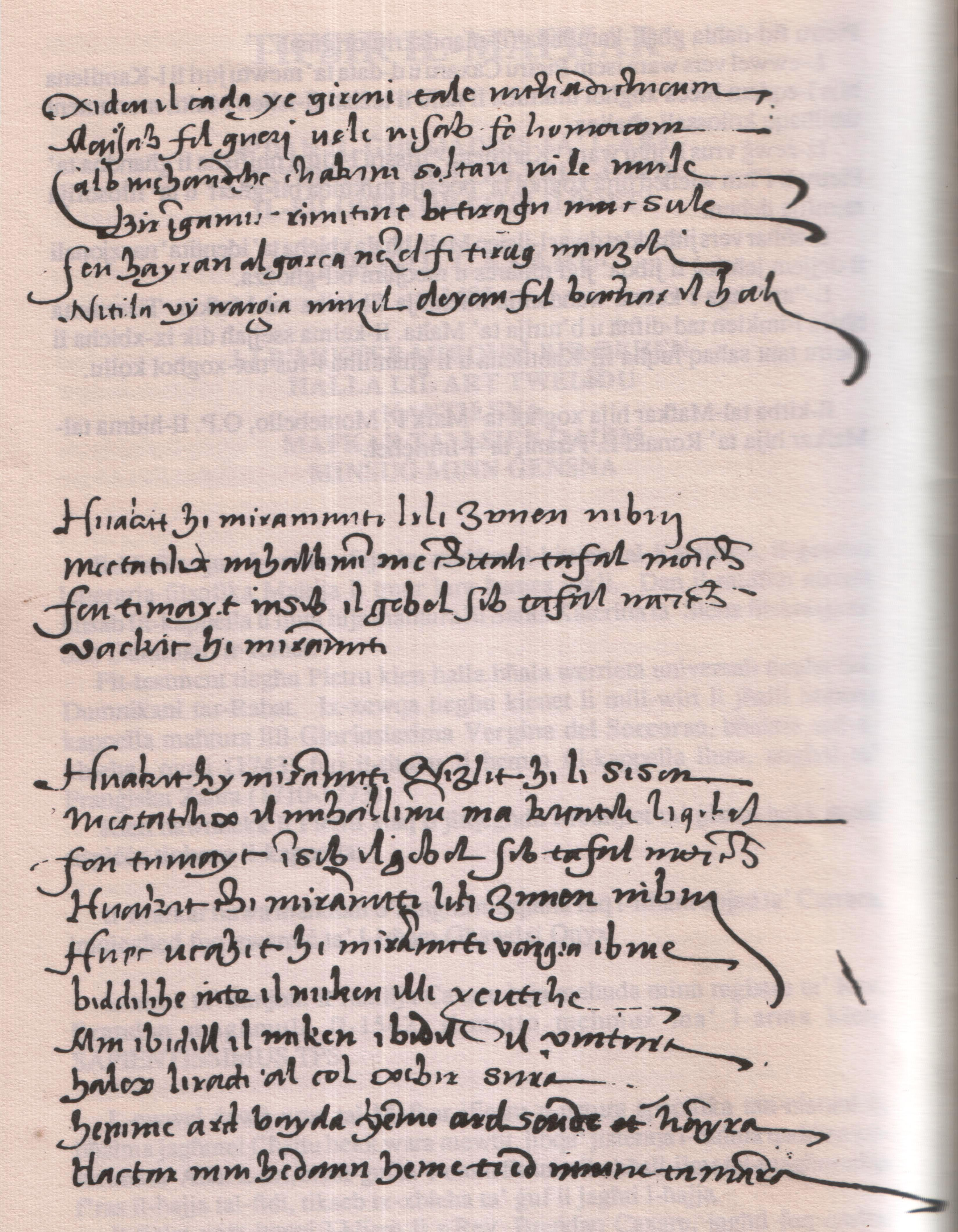
Il Cantilena

Az Il Cantilena a legrégebbi ismert máltai nyelvű irodalmi mű. Eredeti címe Xideu il cada. Az írásművet 1966-ban fedezték fel Godfrey Wettinger és Patri Mikiel Fsadni professzorok, és megállapították, hogy Pietru Caxaro szerezte. A 15. századból származik, és mivel a szerző 1485-ben elhunyt, feltehetően az 1470-es évekből. Az író unokaöccse, Barnando feljegyzésében maradt fenn jegyzősége idejéből (1533-1563), így a rendelkezésre álló szöveg az eredeti néhány évtizeddel későbbi másolata lehet.
A mű legfőbb jellemzője, hogy szövegében nagyon elenyésző a nem sémi eredetű nyelvi elem, ami azt mutatja, hogy a máltai nyelv ekkor még nem állhatott annyira az újlatin nyelvek hatása alatt.

## Szövege
| Xideu il cada ye gireni tale nichadithicum Mensab fil gueri uele nisab fo homorcom Calb mehandihe chakim soltan ui le mule Bir imgamic rimitne betiragin mucsule Fen hayran al garca nenzel fi tirag minzeli Nitla vu nargia ninzil deyem fil bachar il hali. Huakit hi mirammiti lili zimen nibni Mectatilix mihallimin me chitali tafal morchi fen timayt insib il gebel sib tafal morchi vackit hi mirammiti. Huakit by mirammiti Nizlit hi li sisen Mectatilix li mihallimin ma kitatili li gebel fen tumayt insib il gebel sib tafal morchi Huakit thi mirammiti lili zimen nibni Huec ucakit hi mirammiti vargia ibnie biddilihe inte il miken illi yeutihe Min ibidill il miken ibidil i vintura haliex liradi ’al col xibir sura hemme ard bayad v hemme ard seude et hamyra Hactar min hedann heme tred mine tamara. | Xidew il-qada, ja ġirieni, talli nħadditkom, Ma nsab fil-weri u la nsab f’għomorkom Qalb m’għandha ħakem, sultan u la mula Bir imgħammiq irmietni, b’turġien muħsula, Fejn ħajran għall-għarqa, ninżel f’taraġ minżeli Nitla’ u nerġa’ ninżel dejjem fil-baħar il-għoli. Waqgħet hi, imrammti, l’ili żmien nibni, Ma ħtatlix mgħallmin, ’mma qatagħli tafal merħi; Fejn tmajt insib il-ġebel, sibt tafal merħi; Waqgħet hi, imrammti. Waqgħet hi, imrammti, niżżlet hi s-sisien, Ma ħtatlix l-imgħallmin, ’mma qatagħli l-ġebel; Fejn tmajt insib il-ġebel, sibt tafal merħi; Waqgħet hi, imrammti, l’ili żmien nibni. U hekk waqgħet hi, imrammti! w erġa’ ibniha! Biddilha inti l-imkien illi jewtiha; Min ibiddel l-imkien ibiddel il-vintura; Għaliex l-iradi għal kull xiber sura: Hemm art bajda, w hemm art sewda u ħamra. Aktar minn hedawn hemm trid minnha tmarra. |